# Бабасе
Бабасе (англ. Babase Island) — самый северный остров в группе Фени в Тихом океане. Расположен к северу от острова Новая Ирландия в архипелаге Бисмарка, принадлежащем Папуа — Новой Гвинее, и к северо-востоку от острова Амбайтл из группы Фени. Административно входит в состав провинции Новая Ирландия региона Айлендс.

## География

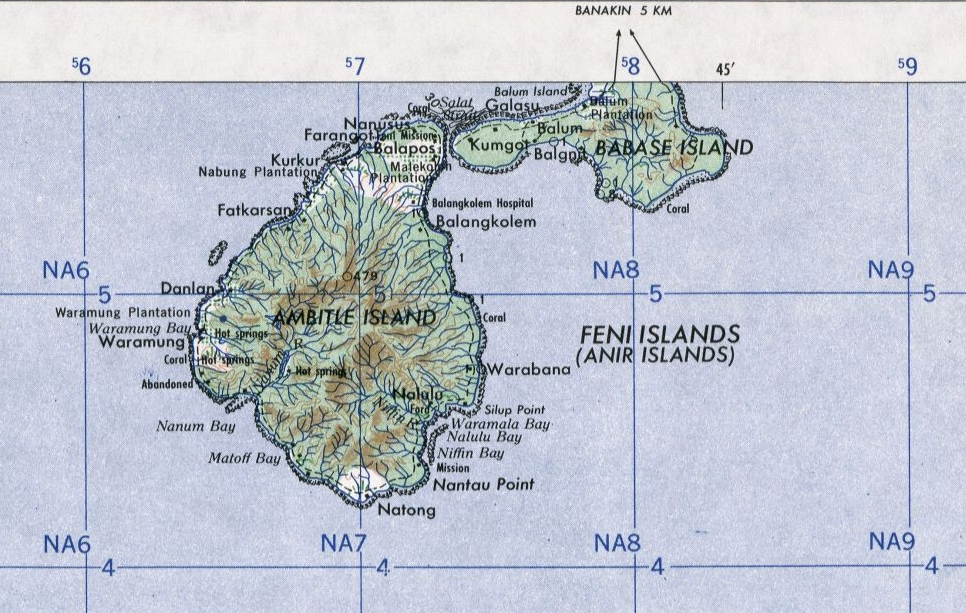
Топографическая карта острова Фени

Остров Бабасе представляет собой крупный остров площадью в 23 км², отделённый от близлежащего острова Амбайтл на юго-западе узким проливом, ширина которого составляет около 100 м. Поверхность острова относительно плоская, покрыта густой растительностью.
С точки зрения геологии, Бабасе представляет собой поднятый коралловый остров.

## История
Остров Бабасе и соседний Амбайтл, входящие в группу Фени, были открыты в 1616 году голландскими путешественниками Якобом Лемером и Виллемом Схаутеном. В 1855 году Бабасе стал частью германских колоний в Океании, а с 1899 года он был административно подчинён Германской Новой Гвинее. В 1914 году острова Фени были заняты австралийскими войсками. А после окончания Первой мировой войны они были переданы под управление Австралии. С 1975 года Бабасе является частью независимого государства Папуа — Новая Гвинея.